# Valentina Salamaha
Valentina Salamaha (în ucraineană Валентина Саламаха; n. 23 aprilie 1986, Kirovograd) este o handbalistă din Ucraina care evoluează pe postul de portar pentru clubul german Neckarsulmer SU și echipa națională a Azerbaidjanului. În sezonul 2021-2022, ea a evoluat pentru românesc CS Gloria 2018 Bistrița-Năsăud.

## Palmares
- Liga Campionilor:
  - Optimi de finală: 2021
  - Grupe principale: 2018
  - Grupe: 2019, 2020
  - Calificări: 2006, 2007, 2009

- Cupa Cupelor:
  - Optimi de finală: 2013

- Cupa EHF:
  -  Finalistă: 2017
  - Semifinalistă: 2006
  - Sfertfinalistă: 2007, 2012, 2014
  - Optimi de finală: 2015, 2016
  - Grupe: 2019, 2020
  - Turul 3: 2009
  - Turul 2: 2011

- Cupa Challenge:
  - Sfertfinalistă: 2005
  - Optimi de finală: 2004, 2008

- Campionatul Germaniei:
  -  Câștigătoare: 2017, 2019
  -  Medalie de argint: 2018, 2019, 2021

- Cupa Germaniei:
  -  Câștigătoare: 2021
  -  Medalie de argint: 2018, 2019
  - Semifinalistă: 2017

- Supercupa Germaniei:
  -  Câștigătoare: 2017, 2019

## Galerie de imagini

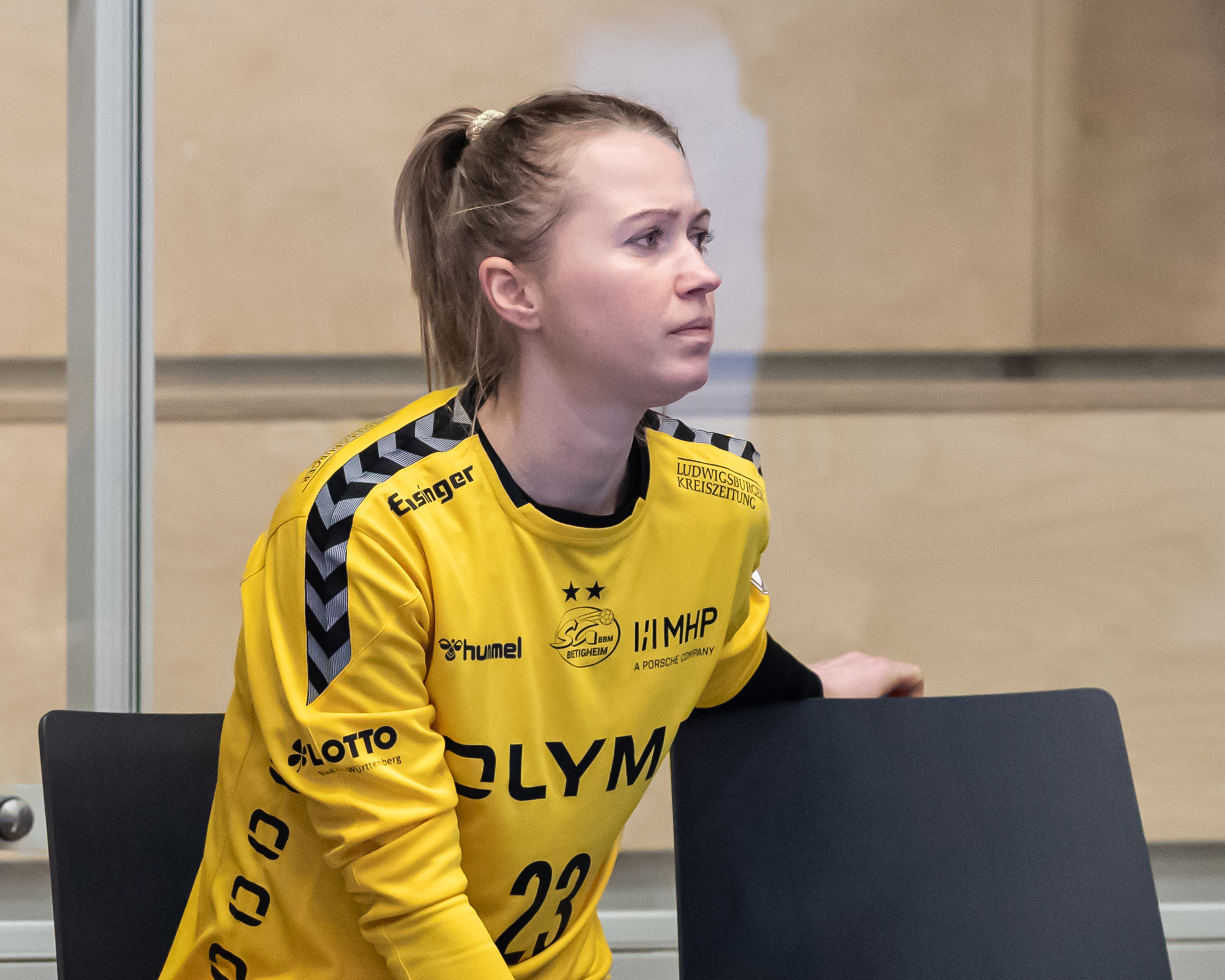
Valentina Salamaha, 3 februarie 2021. Salamaha în timpul partidei dintre Thüringer HC și SG BBM Bietigheim.
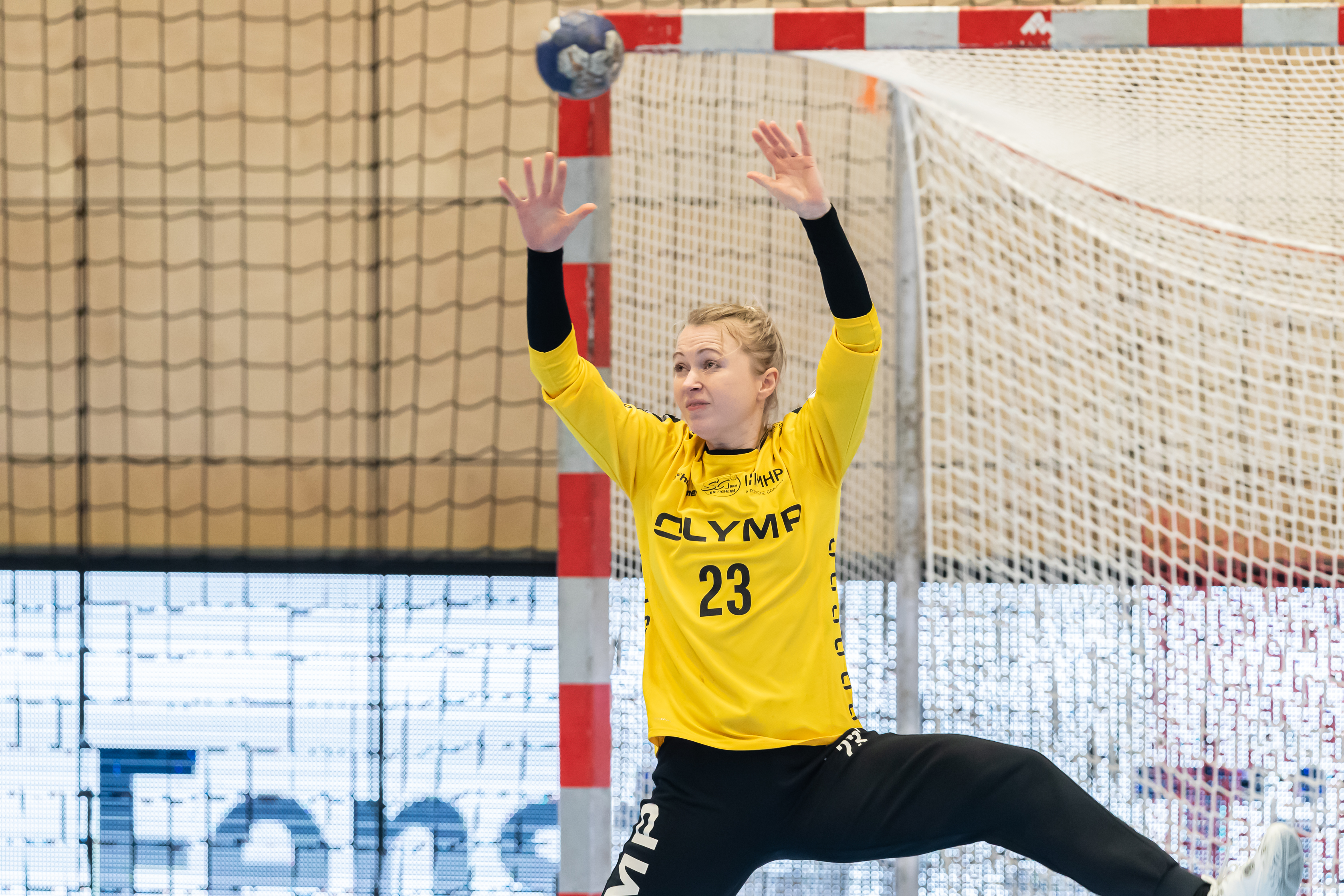
Valentina Salamaha, 3 februarie 2021. Salamaha în timpul partidei dintre Thüringer HC și SG BBM Bietigheim.
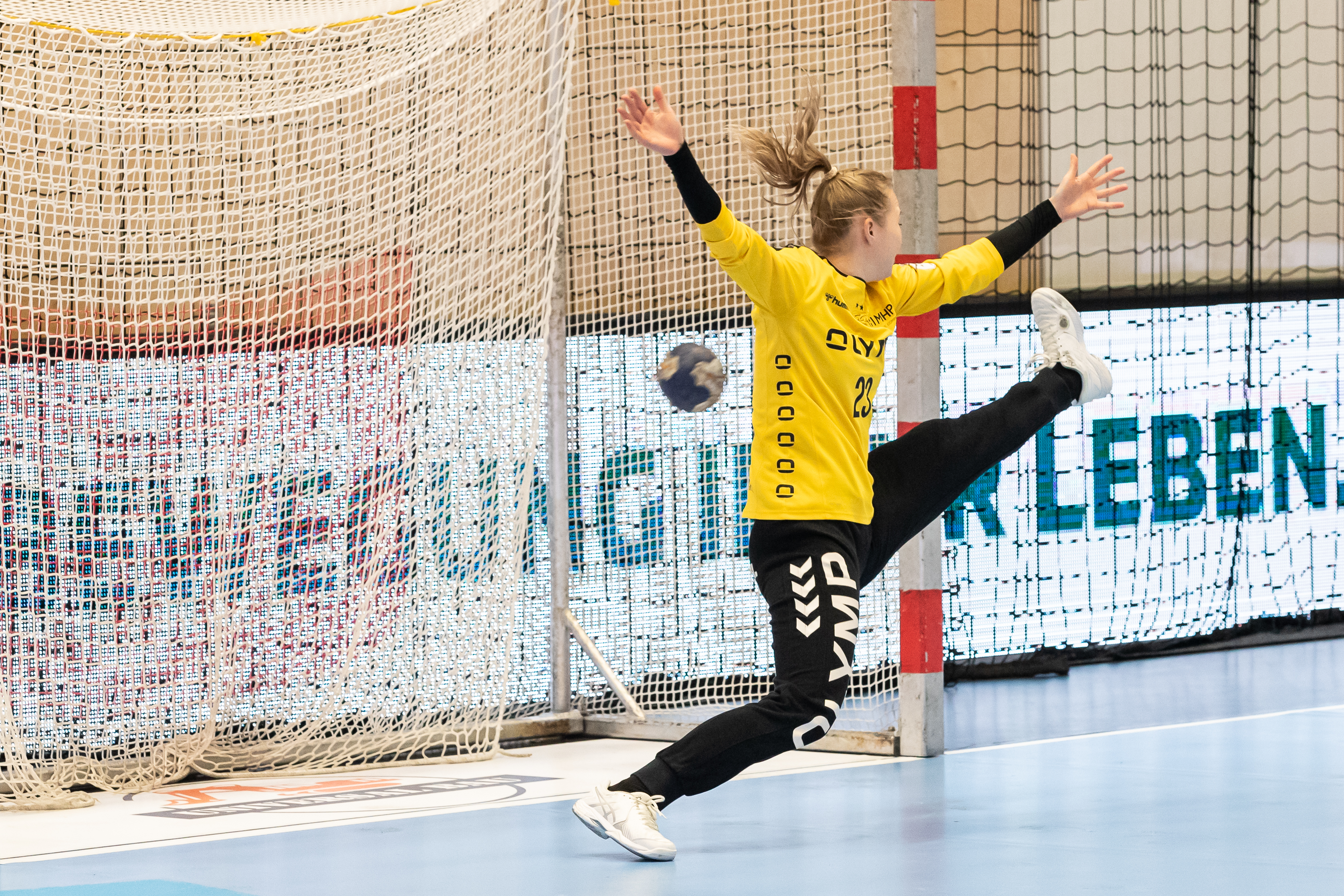
Valentina Salamaha, 3 februarie 2021. Salamaha în timpul partidei dintre Thüringer HC și SG BBM Bietigheim.